# Wecomedon wirketis
Wecomedon wirketis is een vlokreeftensoort uit de familie van de Lysianassidae. De wetenschappelijke naam van de soort is voor het eerst geldig gepubliceerd in 1962 door Gurjanova.